# Lotis (chi bọ rùa)
Lotis là một chi bọ cánh cứng trong họ bọ rùa.